# Liivi jõgi
Liivi jõgi (Liiviån) är ett vattendrag i västra Estland. Ån är 51 km lång och är ett nordligt högerbiflöde till Kasari jõgi. Källan ligger vid småköpingen (estniska: alevik) Risti i Lääne-Nigula kommun i landskapet Läänemaa. Den flyter därefter söderut in i landskapet Raplamaa, tillbaka in i Läänemaa och kommunerna Kullamaa och Martna. I Kullamaa kommun passerar ån byarna Koluvere (tyska: Lohde) och Liivi och i Martna kommun sammanflödar den med Kasari jõgi.